# Wang Kunlun
Wang Kunlun (chiń. 王昆仑; ur. 7 sierpnia 1902 w Wuxi w prow. Jiangsu, zm. 23 sierpnia 1985) – chiński działacz polityczny.
Studiował na Uniwersytecie Pekińskim. Działał w Ruchu 4 Maja, w 1922 wstąpił do Kuomintangu. Od 1933 również członek Komunistycznej Partii Chin.
Wraz z Qu Wu był jednym z założycieli partii demokratycznej, Rewolucyjnego Komitetu Chińskiego Kuomintangu. Po utworzeniu ChRL (1949) sprawował funkcje członka Stałego Komitetu OZPL, wiceburmistrza Pekinu oraz członka Stałego Komitetu Krajowego Ludowej Politycznej Konferencji Konsultatywnej Chin (kadencje V-VI, od 1978 do śmierci w 1985).
Wieloletni wiceprzewodniczący Komitetu Centralnego RKChK, po śmierci Zhu Yueshana (1981) pełnił obowiązki przewodniczącego partii.